# Lunula (christendom)
De Lunula (maantje in het Latijn) is een ring- of maanvormige houder, meestal van verguld zilver of goud, waarin een geconsacreerde Hostie kan worden geklemd.
Lunula en Hostie worden vervolgens in een monstrans geschoven en worden bijvoorbeeld tijdens het Lof ter verering uitgesteld.  Jongere monstransen hebben ook wel lunula's in de vorm van twee ronde platte glaasjes met een scharnierend montuurtje erom.

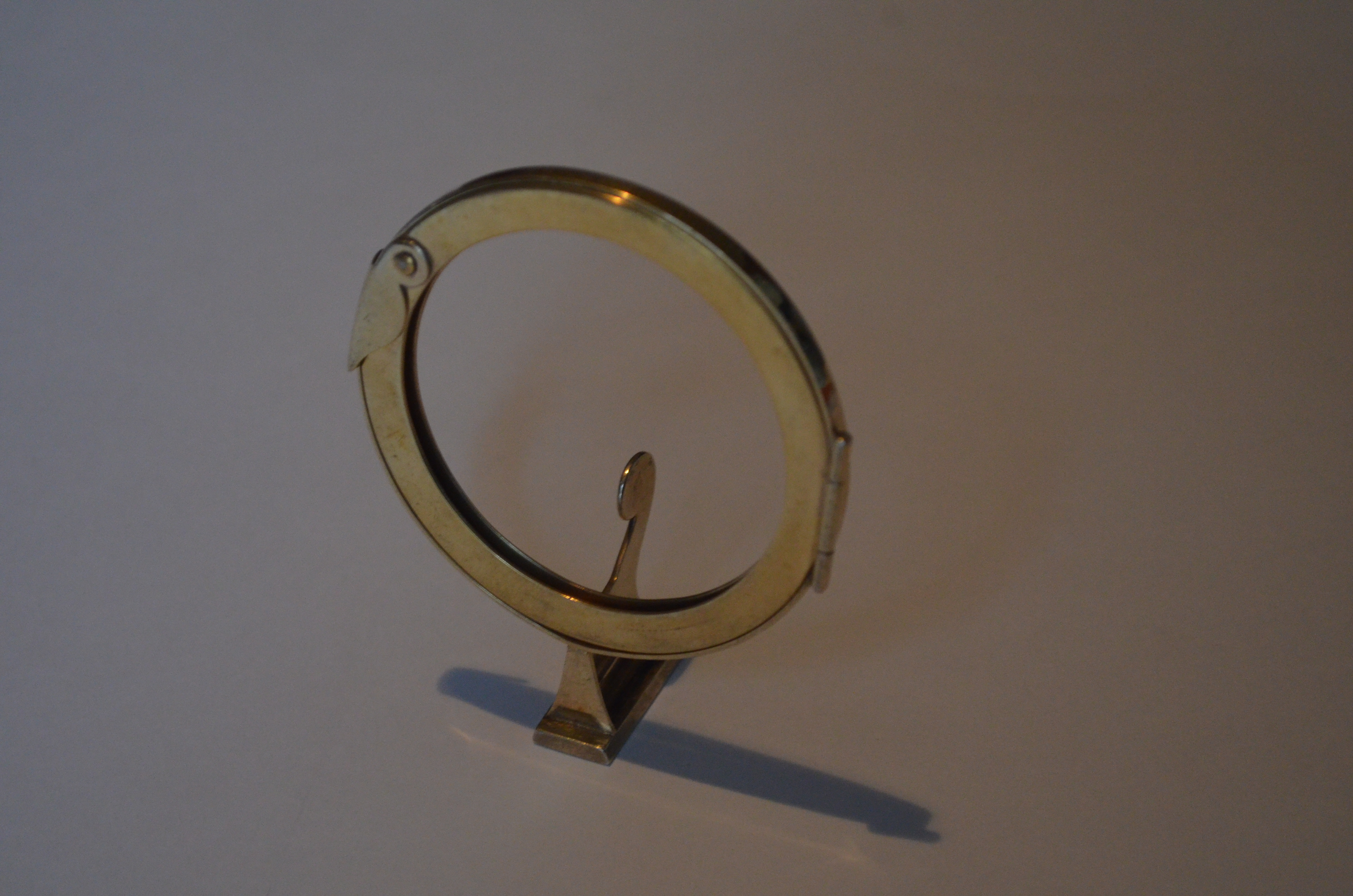
Lunula.
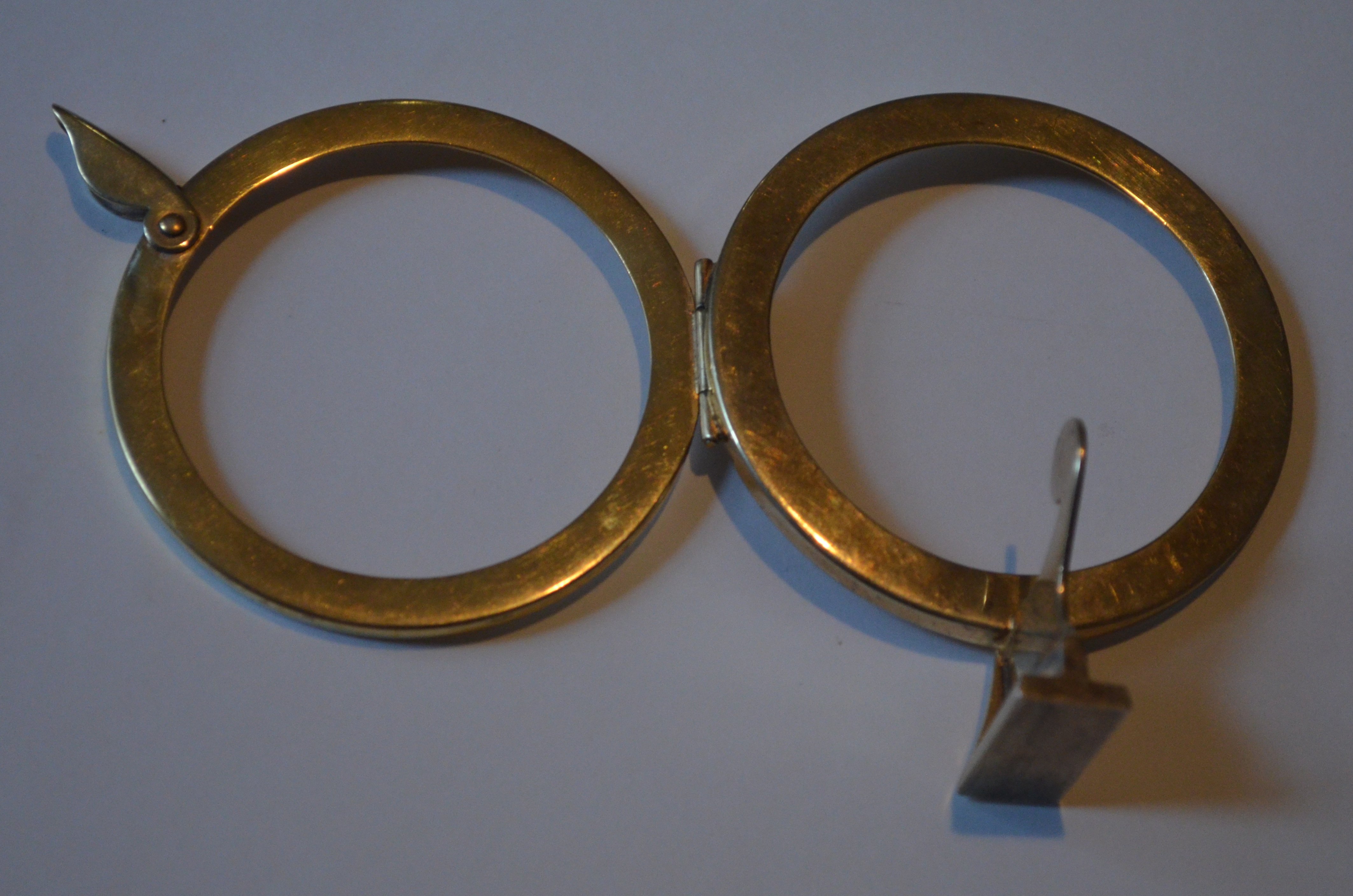
Open lunula.
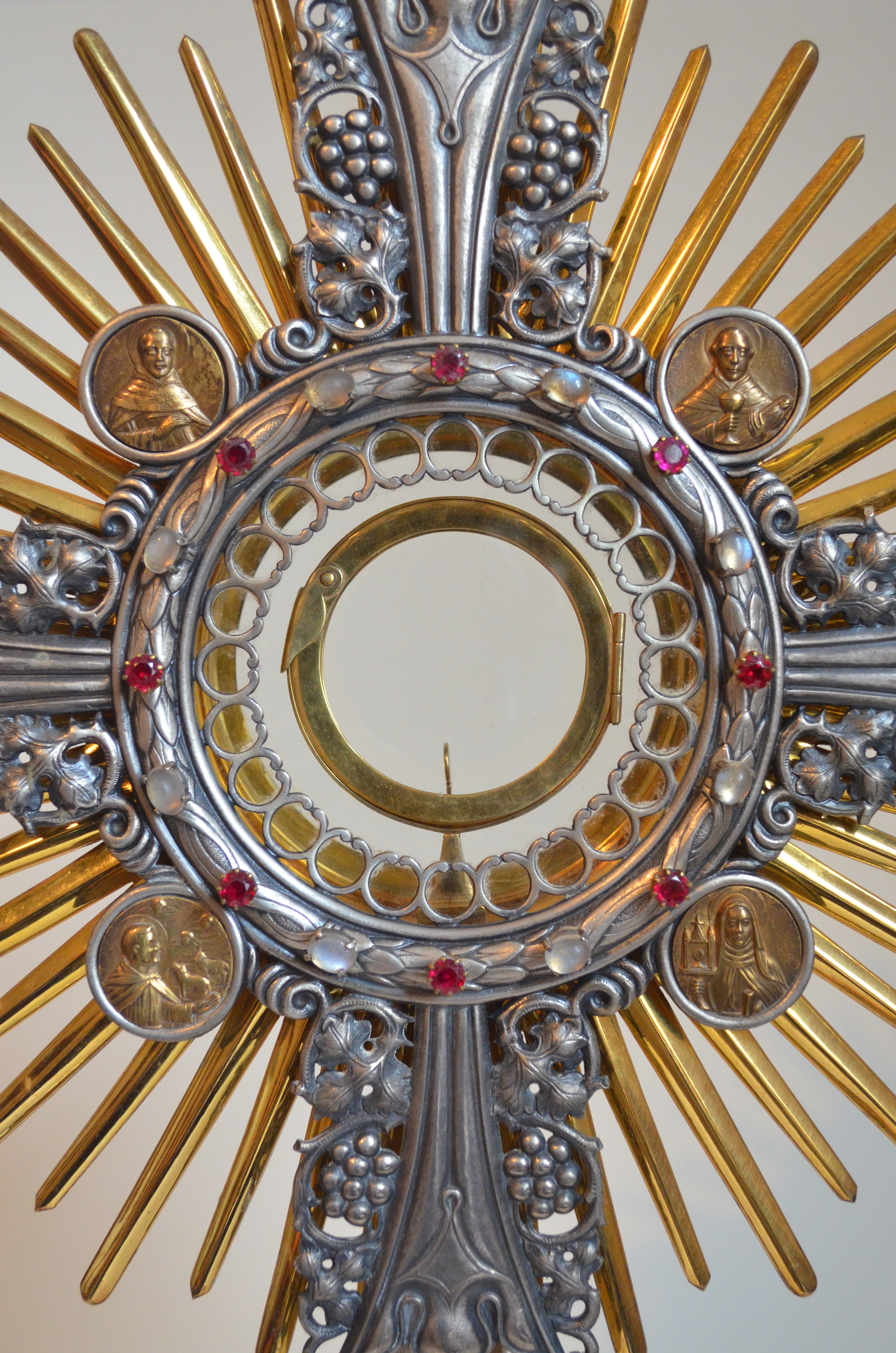
Lunula in het centrum van een monstrans.